# Трофейные фильмы в СССР
Трофейные фильмы в СССР — зарубежные игровые, документальные, научно-популярные и анимационные фильмы, вывезенные по окончании Второй мировой войны из Германии в СССР в качестве трофеев.
В соответствии с постановлением Политбюро ЦК ВКП(б) от 31 августа 1948 года «О выпуске на экран заграничных кинофильмов из трофейного фонда» в прокат было выпущено 50 фильмов из собрания рейхсфильмархива. Трофейные фильмы пользовались огромным успехом у зрителей и превратились в своеобразный «дежурный фильмофонд», компенсировавший издержки государственной политики «малокартинья» послевоенных лет.

## Трофейная бригада Комитета по делам кинематографии
12 мая 1945 года в Берлин прибыла трофейная бригада Комитета по делам кинематографии при СНК СССР под руководством первого заместителя председателя комитета Михаила Хрипунова. В неё в частности входили сотрудники комитета киноведы Георгий Авенариус в звании капитана и Иосиф Маневич в звании майора, задачей которых был вывоз фильмов из собрания рейхсфильмархива.
В расположенном в Бабельсберге рейхсфильмархиве были собраны как немецкие, так и зарубежные фильмы. С 1939 года прокат английских, французских, американских фильмов в Германии был прекращён, поэтому они попадали в рейхсфильмархив через страны, захваченные немцами. Большинство из них были снабжены немецкими субтитрами. В рейхсфильмархив были также доставлены коллекции из киноархивов Франции, Норвегии, Чехословакии, Польши, Югославии.
Работы по отгрузке фильмов из рейхсфильмархива начались 9 июня и закончились 4 июля 1945 года. В докладной записке Иосиф Маневич писал:

Не считая фильмов, поступивших в рейхсфильмархив за последнее время и ещё не разобранных, в нём находилось 17 352 картины (параллельных экземпляров и отдельных номеров
не имели). Это количество фильмов распределялось следующим образом:
1. Полнометражных – художественных – 6100
2. Короткометражных (1–3 части) – 3500
3. Рекламных роликов – 4800

4. Хроники (отдельные номера) – 2600
Согласно докладной записке Иосифа Маневича, трофейная бригада вывезла в СССР около 3700 экземпляров полнометражных фильмов. Из 3500 короткометражных фильмов взято около 2500, в том числе несколько сот цветных американских мультипликационных лент. Из кинохроники взято около 800 частей. С киностудии UFA вывезен также комплект кинохроники с картотекой сюжетов за 12 лет – с 1933 по 1945 год включительно.

## Хранение трофейных фильмов
В конце 1945 года два вагона с трофейными фильмами из Германии прибыли в Москву. Часть коллекции, 97 грузовых мест, была доставлена самолетом. Трофейные фильмы поступили на хранение во Всесоюзное фильмохранилище, расположенное в посёлке Белые Столбы недалеко от города Домодедово в Подмосковье. Со станции Белые Столбы в условиях зимнего бездорожья их пришлось перевозить небольшими партиями на санях.
Под руководством Георгия Авенариуса, крупного специалиста по зарубежному кино, проводилась работа по разбору и каталогизации вывезенных из рейхсфильмархива фильмов. Тем самым была заложена основа зарубежной киноколлекции.
Значительное увеличение поступивших на хранение фильмов потребовало существенных преобразований во всех структурах Всесоюзного фильмохранилища. В октябре 1948 года на его базе был создан Всесоюзный государственный фонд кинофильмов (Госфильмофонд СССР). Георгий Авенариус был назначен старшим научным сотрудником отдела обработки заграничного фильмофонда и вскоре стал начальником этого отдела.

## Прокат трофейных фильмов
С 1947 года трофейные фильмы стали выходить в советский прокат. Первым из них был немецкий цветной фильм-ревю «Девушка моей мечты», снятый режиссёром Георгом Якоби в 1944 году. Его огромная популярность в СССР, по мнению киноведа Майи Туровской, свидетельствовала «об острейшем дефиците нормального благополучия, европейского уровня жизни, наконец, эротической ценности женщины». При полном отсутствии рекламы оборот на копию составил 103,9 млн зрителей. Для сравнения: оборот отечественного чемпиона кассы «Подвиг разведчика» — 20,4 млн зрителей на копию, то есть в пять раз меньше. 
31 августа 1948 года Политбюро ЦК ВКП(б) приняло постановление «О выпуске на экран заграничных кинофильмов из трофейного фонда». Министерству кинематографии разрешалось выпустить в прокат 50 заграничных фильмов из собрания рейхсфильмархива. На широкий экран – 25 немецких и итальянских фильмов, на закрытый экран (профсоюзная киносеть) – 25 фильмов производства других стран, в основном США. Министерству кинематографии СССР было поручено совместно с Отделом пропаганды и агитации ЦК ВКП(б) произвести в фильмах необходимые редакционные исправления, снабдив каждый фильм вступительным текстом и тщательно отредактированными субтитрами. Постановление обязывало министерство кинематографии обеспечить чистый доход государству от проката этих фильмов в сумме не менее 750 млн рублей, в том числе 250 млн рублей по профсоюзной киносети. Таким образом, в поисках источника дохода власти пошли на идеологический компромисс.
Выпущенные в прокат трофейные фильмы либо дублировались на русский язык, либо сопровождались русскими субтитрами и, как правило, начинались с титра «Этот фильм был взят в качестве трофея после разгрома Советской Армией немецко-фашистских войск под Берлином в 1945 году».
Постановление Политбюро ЦК ВКП(б) «О выпуске на экраны заграничных кинофильмов из трофейного фонда» от 7 мая 1949 года разрешало министерству кинематографии  выпустить на широкий экран ещё 6 немецких фильмов. В их числе пропагандистские «Лиса из Гленарвона», «Титаник», «Моя жизнь за Ирландию» с критикой коварных «англосаксов».
9 июня 1949 года Политбюро ЦК ВКП(б) приняло очередное постановление «О выпуске на экран заграничных кинофильмов из трофейного фонда». В соответствии с ним на экран выпускались 18 фильмов. В широкий прокат – 12 немецких фильмов, в закрытый (профсоюзный) прокат – 6 фильмов производства других стран. Постановление обязывало министерство кинематографии обеспечить в течение 1949 года чистый доход государству от проката в сумме 290 млн рублей.
Трофейные фильмы, по мнению Иосифа Бродского, оказались для советских людей «единственным способом увидеть Запад». В эссе «Трофейное» поэт писал:

И я утверждаю, что одни только четыре серии «Тарзана» способствовали десталинизации больше, чем все речи Хрущева на XX съезде и впоследствии.
Писатель Василий Аксёнов, высказал мысль о том, что американские трофейные фильмы также способствовали развитию американизма и «прозападного направления ума». В книге «В поисках грустного беби» он вспоминал:

Я смотрел «Путешествие будет опасным» не менее десяти раз, «Судьбу солдата в Америке» не менее пятнадцати раз. Было время, когда мы со сверстниками объяснялись в основном цитатами из таких фильмов. Так или иначе для нас это было окно во внешний мир из сталинской вонючей берлоги.
Выпуск на экран трофейных фильмов завершился в 1956 году.
Некоторые кинокартины из трофейного фонда впоследствии демонстрировались в специализированном кинотеатре «Иллюзион» в Москве. Он был открыт в 1966 году на базе бывшего кинотеатра «Знамя» специально для демонстрации фильмов из собрания Госфильмофонда СССР и стал его филиалом. Кинотеатр «Иллюзион» занимался популяризацией шедевров мирового кинематографа, которые составляли основу его репертуара. При этом большинство зарубежных фильмов из коллекции Госфильмофонда были недоступны для показа в обычных кинотеатрах.